# Невское-Олохово
Невское-Олохово — деревня в Печорском районе Псковской области России. Входит в состав сельского поселения «Паниковская волость».
Расположена на юге волости, в 1,5 км от автодороги Псков — Изборск — Шумилкино (А212 или E 77), в 18 км к югу от центра города Печоры и в 2,5 км к югу от волостного центра, деревни Паниковичи.

## Население
Численность населения деревни составляет 20 жителей (2000 год).
| 2001 | 2002 | 2010 |
| ---- | ---- | ---- |
| 20   | ↗23  | ↘17  |

## Топографические карты
- O-35-080-c Масштаб: в 1 км 500 м Госгисцентр